# 吴山乡 (长兴县)
吴山乡是中华人民共和国浙江省湖州市長興縣一个已撤销的乡，2012年5月29日，浙江省人民政府批复同意撤销吴山乡，将其所辖行政区域划归和平镇。